# Mafuila Mavuba Ku Mbundu
Mafuila Mavuba Ku Mbundu   (Kinshasa, 15 de desembre de 1949 - França, 30 de novembre de 1996) és un exfutbolista de la República Democràtica del Congo de la dècada de 1970. També fou conegut com a Ricky Mavuba i amb el sobrenom de The Black Sorcerer.
Fou un bon futbolista que participà amb la selecció de Zaire a la Copa del Món d'Alemanya 74 i fou campió de la Copa d'Àfrica de 1974 d'Egipte en derrotar la Zàmbia en la repetició de la final per 2 a 0. Era un excel·lent llançador de tirs lliures directes. Pel que fa a clubs, defensà els colors de l'AS Vita Club de Kinshasa amb el qual guanyà la Lliga de Campions de la CAF el 1973.
Un cop retirat es traslladà a Angola, però amb la guerra civil del 1984 abandonà el país i visqué com a refugiat a França fins a la seva mort el 1997. Fou pare del també futbolista Rio Mavuba.